# La Haut (Micoud)
La Haut es una localidad de Santa Lucía que forma parte del distrito de Micoud.